# Mary Andersson
Mary Gunvor Irene Andersson, född 29 september 1929 i Tunabergs församling utanför Nyköping, död 18 januari 2020 i Malmö, var en svensk författare till romaner, dramer och faktaböcker, uppvuxen och bosatt i Malmö.

## Biografi
Mary Andersson var uppväxt i Malmö, i de så kallade barnrikehusen på Sorgenfri, ett bostadsområde i östra Malmö. Efter avslutad folkskola arbetade hon på Malmö Mekaniska Tricotfabrik 1944–1945, Malmö Strumpfabrik 1946, Malmö inkassokontor 1947–1949 och Kockums Mekaniska Verkstad 1949–1955. 1962 anställdes hon vid Posten i Malmö, på inkassokontor 1969 och därefter på Lomma köpings kommunkontor.
Hon debuterade som författare 1980 när Skånska Teatern i Landskrona gav Maria från Borstahusen. Pjäsen spelades med framgång både i Landskrona och på olika scener i landet. Mary Andersson har även skrivit faktaböcker. Kära MAS 2001 är en hyllning till Malmö Allmänna Sjukhus. I Asbestarbetarna berättar 1980 avslöjas turerna kring den farliga hanteringen av asbest på Skandinaviska Eternitfabriken i Lomma. Hon har publicerat flera romaner med Malmöanknytning, som utspelas under krigsåren, exempelvis Dåliga Mänskor. Denna roman blev 1999 musikal på Malmö Musikteater. 2009 utkom självbiografin Den vingabrödna. 
Berättarglädje, satir, humor, levande kvinnoskildringar och ett starkt socialt och politiskt engagemang utmärker hennes författarskap, inte minst med skildringar av arbetarklass och utsatta människors livsvillkor. Hon har varit ordförande i Malmö fredskommitté och i Chile Demokratic Sverige samt styrelseledamot i Asbestföreningen i Malmö.
År 1989 instiftade ABF Moa Martinson-priset och Mary Andersson blev dess första pristagare, en av många utmärkelser hon fått, såsom Malmö stads kulturpris 2015. 2020 invigdes en temalekplats i Anderssons namn, placerad i precis de kvarter hon själv växt upp i 90 år tidigare.

## Priser och utmärkelser
- 1979 – BMF-plaketten för Sorgenfri[7]
- 1980 – Tidningen Arbetets Låt leva-pris för Asbestarbetarna berättar[8]
- 1989 – Moa-priset[9]
- 1992 – Hedenvind-plaketten[10]
- 2015 – Malmö stads kulturpris[5]